# Auberville
Auberville település Franciaországban, Calvados megyében. Lakosainak száma 603 fő (2022. január 1.). Auberville Gonneville-sur-Mer és Villers-sur-Mer községekkel határos.

## Népesség
A település népességének változása:
| Lakosok száma | 119  | 137  | 155  | 422  | 485  | 503  | 574  | 591  | 591  | 603  |
|               | 1968 | 1982 | 1990 | 2006 | 2013 | 2015 | 2017 | 2019 | 2020 | 2022 |